# Yvonne Bourgeois
Yvonne Bourgeois (6 de mayo de 1902 – 12 de mayo de 1983) fue una jugadora de tenis francesa. Compitió en el evento de dobles en los Juegos Olímpicos de París 1924 con su compatriota Marguerite Billout. Alcanzaron la semifinal, en la cual perdieron en sets corridos contra Phyllis Covell y Kathleen McKane. En el partido por la medalla de bronce perdieron ante Dorothy Shepherd-Barron y Evelyn Colyer, también en sets corridos.
En 1928 compitió en el Campeonato de Wimbledon, alcanzando la segunda ronda en individuales, la tercera ronda en dobles y la primera ronda en dobles mixtos.